# SON-30 (Radar)

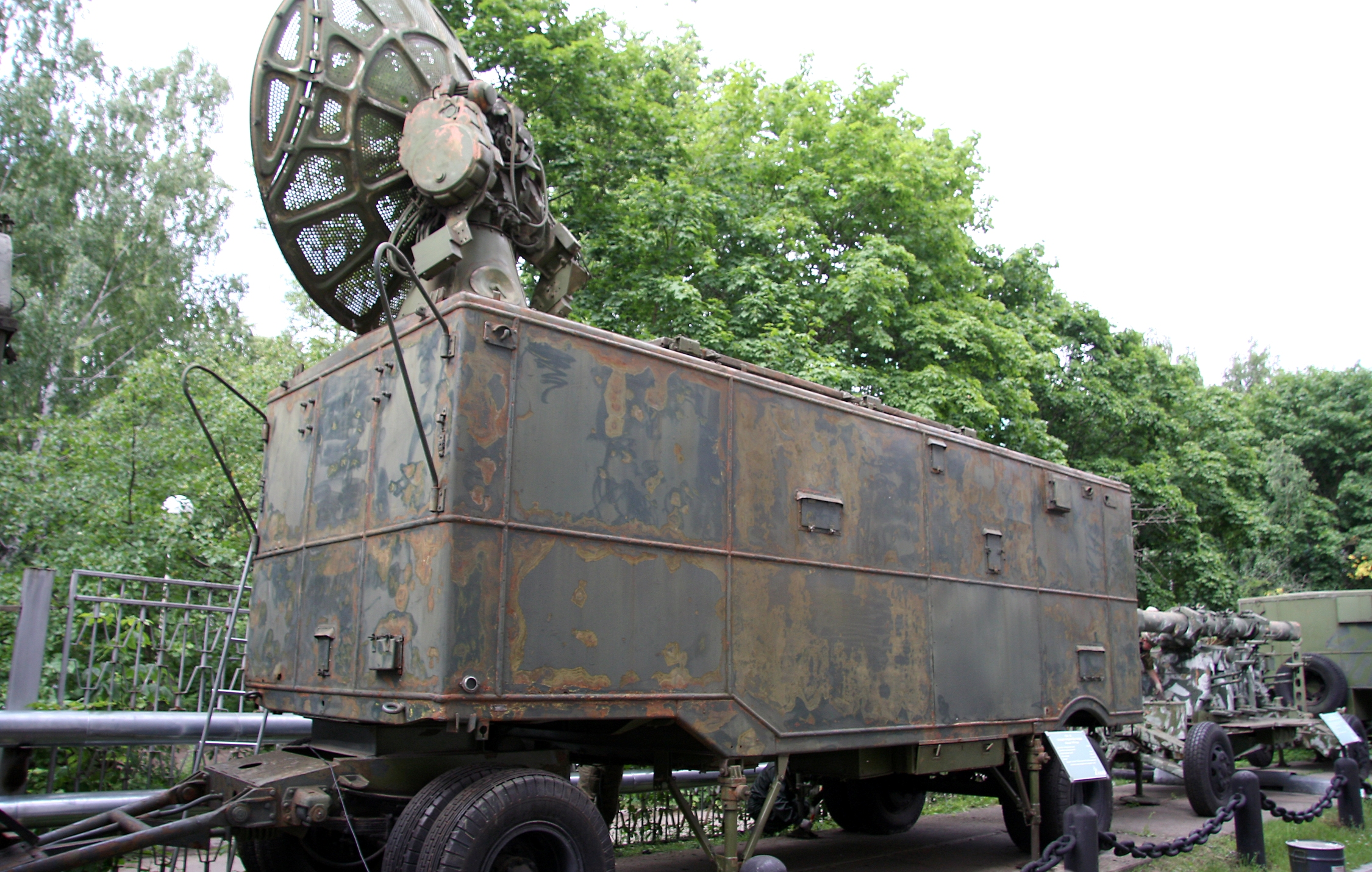
radar SON-30

SON-30 (code OTAN Fire Wheel) est un radar de conduite de tir soviétique pour le canon anti-aériens de 130 mm KS-30.